# Източен Кеймбриджшър (община)
Община Източен Кеймбриджшър (на английски: East Cambridgeshire District) е една от шестте административни единици в област (графство) Кеймбриджшър, регион Източна Англия. Населението на общината към 2008 година е 82 300 жители разпределени в множество селища на територия от 651.28 квадратни километра. Главен град на общината е Или.

## География
Община Източен Кеймбриджшър, както говори името ѝ, е разположена в източната част на графството, по границата с областите Норфолк и Съфолк.
Градове на територията на общината:
| град  | на английски | население |
| ----- | ------------ | --------- |
| Или   | Ely          | 13 954    |
| Соуам | Soham        | 8447      |

## Демография
Разпределение на населението по религиозна принадлежност към 2001 година:
| религия          | на английски        | брой жители | %      |
| ---------------- | ------------------- | ----------- | ------ |
| Християни        | Christian           | 54 738      | 74,76% |
| Будисти          | Buddhist            | 129         | 0,18%  |
| Хиндуисти        | Hindu               | 99          | 0,14%  |
| Евреи            | Jewish              | 92          | 0,13%  |
| Мюсюлмани        | Muslim              | 163         | 0,22%  |
| Сикхи            | Sikh                | 100         | 0,14%  |
| Други            | Other               | 239         | 0,33%  |
| Атеисти          | No religion         | 11 322      | 15,46% |
| Запазена в тайна | Religion not stated | 6332        | 8,63%  |
| общо             |                     | 73 214      |        |